# Wybory parlamentarne w Południowej Afryce w 1984 roku
Wybory parlamentarne w Południowej Afryce w 1984 – odbyły się 22 sierpnia (do Izby Delegatów) oraz 28 sierpnia (do Izby Reprezentantów) 1984. Wybory zostały przeprowadzone do nowych ciał ustawodawczych powołanych na mocy, zaaprobowanej w referendum z 2 listopada 1983, nowej Konstytucji. Wybory nie przewidywały głosowania dla białej społeczności.

## Sytuacja przed wyborami
Głównym powodem przeprowadzenia wyborów do nowych ciał ustawodawczych była próba, podjęta przez Petera Williem Botha (premier w latach 1978 - 1984, a następnie prezydent RPA do 1989 roku), reformy systemu politycznego w kraju. Botha od początku uważał, że system apartheidu należy zreformować, jednak tylko do pewnego punktu. Głównym problemem przed jakim stanął premier było rozwiązanie sprawy Koloredów oraz Hindusów. Obie nacje stanowiące dość znaczny odsetek społeczeństwa RPA, w porównaniu do Afrykanów (posiadających swoje Bantustany), znajdowały się poza systemem politycznym kraju. Poruszenie tego problemu spowodowało rozłam w Partii Narodowej i utworzenie 6 marca 1982 roku Partii Konserwatywnej Południowej Afryki (CPSA). Partia ta różniła się od poprzedniczki tylko niezgodą na podzielenie się władzą z innymi grupami etnicznymi. Nie zważając na to, Botha zaproponował w lipcu 1982 roku w Bloemfontein podjęcie prac nad projektem nowej Konstytucji. W przygotowanym w 1983 roku projekcie nowej Konstytucji zaproponowano utworzenie trzyizbowego parlamentu: Izby Zgromadzeń (178 miejsc - biali), Izby Reprezentantów (85 miejsc - Koloredzi) oraz Izby Delegatów (45 miejsc - Hindusi). Każda izba miała się zajmować sprawami swej grupy rasowej do których zaliczono: kwestie socjalne, edukację, kulturę, rolnictwo, gospodarkę wodną i sprawy finansowe (z wyłączeniem podatków). Reszta spraw miała dotyczyć wszystkich grup. Do tego przewidywano powołanie Rady Prezydenckiej (60 miejsc w tym: 25 mianował prezydent, 20 Izba Zgromadzeń, 10 Izba Reprezentantów i 5 Izba Delegatów), która miała głos decydujący w sprawach ogólnych, jeśli 3 Izby nie mogły dojść do porozumienia. Konstytucja przewidywała również wzmocnienie władzy prezydenta. Prezydenta miano wybierać na 5 lat przez 85-osobowe kolegium elektorskie składające się z 50 przedstawicieli Izby Zgromadzeń, 25 Izby Reprezentantów i 10 Izby Delegatów. Do tego prezydent miał stać na czele Rady Ministrów złożonej z białych, Koloredów, oraz Hindusów.
Projekt Konstytucji został zaaprobowany przez parlament we wrześniu 1983 roku. Natomiast 2 listopada br. w referendum, w którym głosować mogli tylko biali, 65,9% głosujących poparło nową Konstytucję.

## Wybory
Sierpniowe wybory 1984 roku spotkały się z chłodnym przyjęciem i zostały zbojkotowane. Do urn udało się tylko 30,9% uprawnionych Koloredów i 20,2% uprawnionych Hindusów.
Wyniki:
Izba Reprezentantów:
- Partia Pracy - 76 miejsc
- People's Congress Party - 2 miejsca
- Partia Wolności - 1 miejsce
- Niezależni - 1 miejsce

Izba Delegatów:
- Narodowa Partia - 18 miejsc
- Solidarity - 17 miejsc
- Progressive Independent Party - 1 miejsce
- Niezależni - 4

Posłowie reprezentujący białą społeczność mieli wejść do Izby Zgromadzeń w pełnej liczbie, tym samym dla białych nie przewidziano dodatkowych wyborów.

## Następstwa
W wyniku przeprowadzenia wyborów 4 września 1984 roku Botha został jednomyślnie wybrany prezydentem RPA. W nowym rządzie który stworzył zasiedli przedstawiciele innych ras niż biali. Pomimo obojętności ze strony Hindusów i Koloredów oraz wściekłości Afrykanów(stanowiących wtedy ok. 60-70% społeczeństwa i nieposiadających swojej izby) doszło do istotnego wyłomu w systemie apartheidu.  